# ミーシャ・ズベレフ
ミハイル・アレクサンドロヴィチ・"ミーシャ"・ズベレフ（Mikhail Alexandrowitsch "Mischa" Zverev, ロシア語: Михаил  Александрович «Миша» Зверев, 1987年8月22日 - ）は、ドイツの男子プロテニス選手。身長190cm。左利き、バックハンド・ストロークは両手打ち。ATPツアーでシングルス1勝、ダブルス4勝。自己最高ランキングはシングルス25位、ダブルス44位。

## 家族
ロシアのモスクワ生まれで、現在はモナコ公国のモンテカルロに拠点を持つ。ロシア出身の元テニス選手アレクサンダー・ズベレフ・シニアの息子である。父は、ミーシャのコーチも務める。また10歳年下の弟のアレクサンダー・ズベレフもプロテニス選手である。弟アレクサンダーとはツアーでダブルスを組んで、優勝がある他、男子国別対抗戦デビスカップのダブルスにも兄弟で出場がある。また、弟アレクサンダーは2016年にツアー優勝を果たしている。

## 選手経歴

### 2008年 ツアーダブルス初優勝
2008年のABNアムロ世界テニス・トーナメントの2回戦で世界ランク5位のダビド・フェレールを破り、準々決勝進出。ゲリー・ウェバー・オープンではダブルスでミハイル・ユージニーと組んで優勝。ユージニーとは同年のジャパン・オープン・テニス選手権でもダブルスで優勝している。ウィンブルドンでも2回戦で元世界ランク1位のフアン・カルロス・フェレーロに勝利し、3回戦に進出。

### 2009年 マスターズベスト8
2009年はBNLイタリア国際で3回戦に進出すると、世界ランク7位のジル・シモンに6-4, 6-1で勝利し、マスターズ準々決勝に進出。準々決勝でロジャー・フェデラーに敗れた。またこの年初めてデビスカップドイツ代表に選出された。

### 2010年 ツアーシングルス初決勝進出
2010年のモゼール・オープンでシングルスで初めて決勝に進出。決勝でジル・シモンに敗れ準優勝。

### 2016年 マスターズベスト8
2016年に弟アレクサンダーの活躍に刺激を受けて復活。上海マスターズの2回戦では相手のニック・キリオスが無気力プレーで半ば試合を放棄し勝利（この後、キリオスには出場停止処分が科された）。3回戦でマルセル・グラノリェルスを破り、8年ぶりのマスターズ準々決勝に進出。準々決勝では世界ランク1位のノバク・ジョコビッチから第1セットを奪うも6-3, 6-7(4), 3-6で敗れた。10月17日付のランキングで5年4ヶ月ぶりにトップ100に復帰。スイス・インドアでも準々決勝で世界ランク3位のスタン・ワウリンカに6-2, 5-7, 6-1で勝利し準決勝進出。準決勝でマリン・チリッチに敗れた。2016年最終ランキングは51位。

### 2017年 全豪ベスト8
2017年全豪オープンでは10年ぶりに全豪の2回戦に進出すると、第19シードのジョン・イズナーを6-7(4), 6-7(4)6-4, 7-6(7), 9-7の逆転勝ちで破り、9年ぶりにグランドスラムの3回戦に進出。3回戦でマレク・ジャジリを破ると、4回戦では世界ランク1位のアンディ・マリーと対戦。7-5, 5-7, 6-2, 6-4で勝利し、自身初の準々決勝進出を果たした。準々決勝でロジャー・フェデラーに1-6, 5-7, 2-6で敗れた。大会後の世界ランキングで35位となり8年ぶりに自己最高順位を更新した。
2月のデビスカップ対ベルギー戦では弟アレクサンダーと共にドイツ代表に選出され、ダブルスには兄弟で組んで出場。ルーベン・ベーメルマンス/ヨリス・デ・ローレ組に敗れた。翌週の南フランス・オープンでは、ダブルスで弟アレクサンダーと組んで、決勝でファブリス・マルタン/ダニエル・ネスターに勝利し、兄弟ペアでのダブルス初優勝を果たした。
ジュネーヴ・オープンでは準決勝で第2シードの錦織圭を破りおよそ7年ぶりのATPツアー決勝進出を果たす。その決勝では第1シードの地元ワウリンカから第1セットを先取するも逆転負けし、初のツアー優勝はならなかった。

### 2018年 ツアーシングルス初優勝
2018年のネイチャー・バレー国際でATPツアー3回目の決勝進出、決勝でルカシュ・ラツコに6-4, 6-4で勝利し、30歳でシングルスのツアー初優勝を果たす。8月のシティ・オープン3回戦で弟アレクサンダーとツアー初対戦、結果はアレクサンダーが勝利した。

## ATPツアー決勝進出結果

### シングルス: 3回 (1勝2敗)
| 大会グレード                            |
| グランドスラム (0-0)                    |
| ATPワールドツアー・ファイナル (0-0)     |
| ATPワールドツアー・マスターズ1000 (0-0) |
| ATPワールドツアー・500シリーズ (0-0)    |
| ATPワールドツアー・250シリーズ (1–2)    |

| サーフェス別タイトル |
| ハード (0–1)         |
| クレー (0–1)         |
| 芝 (1-0)             |
| カーペット (0-0)     |

| 結果   | No. | 決勝日        | 大会           | サーフェス     | 対戦相手           | スコア        |
| ------ | --- | ------------- | -------------- | -------------- | ------------------ | ------------- |
| 準優勝 | 1.  | 2010年9月26日 | メス           | ハード（室内） | ジル・シモン       | 3–6, 2–6      |
| 準優勝 | 2.  | 2017年5月27日 | ジュネーヴ     | クレー         | スタン・ワウリンカ | 6-4, 3-6, 3-6 |
| 優勝   | 1.  | 2018年6月30日 | イーストボーン | 芝             | ルカシュ・ラツコ   | 6–4, 6–4      |

### ダブルス: 10回（3勝7敗）
| 結果   | No. | 決勝日        | 大会               | サーフェス    | パートナー                   | 対戦相手                                            | スコア                |
| ------ | --- | ------------- | ------------------ | ------------- | ---------------------------- | --------------------------------------------------- | --------------------- |
| 優勝   | 1.  | 2008年6月15日 | ハレ               | 芝            | ミハイル・ユージニー         | ルーカス・ドロウヒー リーンダー・パエス             | 3–6, 6–4, [10–3]      |
| 準優勝 | 1.  | 2008年7月13日 | ミュンヘン         | クレー        | ミヒャエル・ベラー           | フィリップ・コールシュライバー クリストファー・カス | 3–6, 4–6              |
| 優勝   | 2.  | 2008年10月5日 | 東京               | ハード        | ミハイル・ユージニー         | ルーカス・ドロウヒー リーンダー・パエス             | 6–3, 6–4              |
| 準優勝 | 2.  | 2009年1月10日 | ブリスベン         | ハード        | フェルナンド・ベルダスコ     | マルク・ジケル ジョー＝ウィルフリード・ツォンガ     | 4–6, 3–6              |
| 準優勝 | 3.  | 2009年10月4日 | バンコク           | ハード (室内) | ギリェルモ・ガルシア＝ロペス | エリック・ブトラック ラジーブ・ラム                 | 6–7(4-7), 3–6         |
| 準優勝 | 4.  | 2015年5月3日  | シュトゥットガルト | クレー        | アレクサンダー・ズベレフ     | アレクサンダー・ペヤ ブルーノ・ソアレス             | 6–4, 1–6, [5–10]      |
| 準優勝 | 5.  | 2016年2月7日  | モンペリエ         | ハード (室内) | アレクサンダー・ズベレフ     | マテ・パビッチ マイケル・ビーナス                   | 5–7, 6–7(4–7)         |
| 優勝   | 3.  | 2017年2月12日 | モンペリエ         | ハード (室内) | アレクサンダー・ズベレフ     | ファブリス・マルタン ダニエル・ネスター             | 6–4, 6–7(3–7), [10–7] |
| 準優勝 | 6.  | 2017年6月25日 | ハレ               | 芝            | アレクサンダー・ズベレフ     | ルカシュ・クボット マルセロ・メロ                   | 7–5, 3–6, [8–10]      |
| 準優勝 | 7.  | 2018年6月24日 | ハレ               | 芝            | アレクサンダー・ズベレフ     | ルカシュ・クボット マルセロ・メロ                   | 6–7(1), 4–6           |

## 成績
略語の説明
| W | F | SF | QF | #R | RR | Q# | LQ | A | Z# | PO | G | S | B | NMS | P | NH |

W=優勝, F=準優勝, SF=ベスト4, QF=ベスト8, #R=#回戦敗退, RR=ラウンドロビン敗退, Q#=予選#回戦敗退, LQ=予選敗退, A=大会不参加, Z#=デビスカップ/BJKカップ地域ゾーン, PO=デビスカップ/BJKカッププレーオフ, G=オリンピック金メダル, S=オリンピック銀メダル, B=オリンピック銅メダル, NMS=マスターズシリーズから降格, P=開催延期, NH=開催なし.
| 大会           | 2006 | 2007 | 2008 | 2009 | 2010 | 2011 | 2012 | 2013 | 2014 | 2015 | 2016 | 2017 | 2018 | 2019 | 通算成績 |
| -------------- | ---- | ---- | ---- | ---- | ---- | ---- | ---- | ---- | ---- | ---- | ---- | ---- | ---- | ---- | -------- |
| 全豪オープン   | A    | 2R   | 1R   | 1R   | 1R   | 1R   | A    | LQ   | LQ   | A    | LQ   | QF   | 1R   | 1R   | 5–8      |
| 全仏オープン   | A    | LQ   | 1R   | 1R   | 1R   | 1R   | 1R   | LQ   | A    | A    | LQ   | 1R   | 3R   | 1R   | 2–8      |
| ウィンブルドン | A    | 1R   | 3R   | 2R   | LQ   | 1R   | LQ   | LQ   | A    | A    | LQ   | 3R   | 1R   | 1R   | 5–7      |
| 全米オープン   | LQ   | LQ   | 1R   | 1R   | LQ   | LQ   | LQ   | LQ   | A    | A    | 2R   | 4R   | 1R   |      | 4–5      |

### 大会最高成績
| 大会                 | 成績 | 年         |
| -------------------- | ---- | ---------- |
| ATPファイナルズ      | A    | 出場なし   |
| インディアンウェルズ | 3R   | 2017       |
| マイアミ             | 2R   | 2017, 2019 |
| モンテカルロ         | 3R   | 2018       |
| マドリード           | 1R   | 2017, 2018 |
| ローマ               | QF   | 2009       |
| カナダ               | 2R   | 2017       |
| シンシナティ         | 2R   | 2017, 2018 |
| 上海                 | QF   | 2016       |
| パリ                 | 1R   | 2016, 2017 |
| ハンブルク           | 1R   | 2008       |
| オリンピック         | A    | 出場なし   |
| デビスカップ         | QF   | 2009       |